# Henrik Höjer
Henrik Höjer, född den 16 januari 1968 i Gävle, är svensk historiker, vetenskapsjournalist, författare och skribent.

## Biografi
Höjer disputerade vid Uppsala universitet på den prisbelönta doktorsavhandlingen Svenska siffror (2001). Höjer har tidigare varit redaktör på tidskriften Forskning & Framsteg och arbetar sedan 2020 på mediehuset Kvartal. Höjer har även skrivit ett stort antal "Under Strecket"-artiklar i Svenska Dagbladet samt arbetat på stiftelsen Gapminder. och skrivit böcker om bland annat Carl af Forsell, Al Capone och cyklingens historia.
Höjer har varit programledare i Axess-tv i serien Höjer synar högskolan.
Höjer har beskrivit sig själv som ateist och sekulärhumanist.